# Macédoine (province romaine)
Pour les articles homonymes, voir Macédoine.

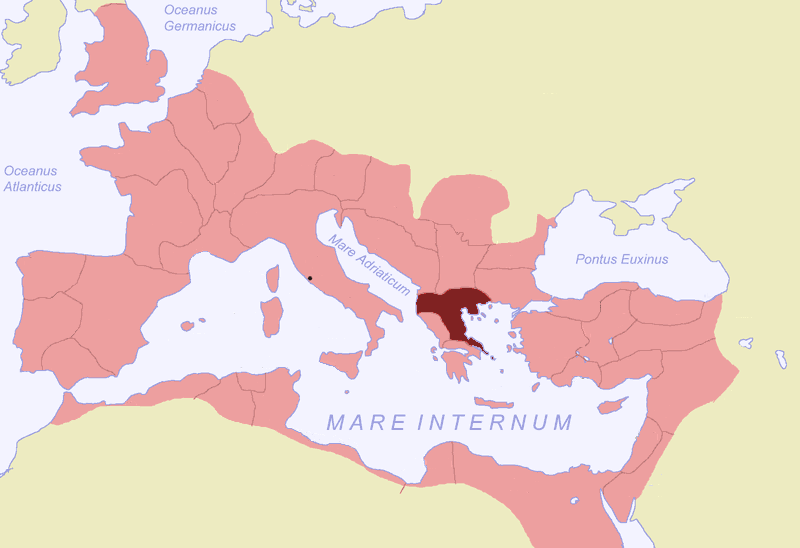
La Macédoine jusqu’au IIIe siècle

La province romaine de Macédoine (lat. : Macedonia) s'étendait sur le nord de la Grèce et une partie de l’Albanie et de la Macédoine du Nord actuelles. Sa capitale était Thessalonique.

## Histoire
La province fut fondée en 146 av. J.-C.. Elle succédait au royaume de Macédoine dont le dernier souverain, Andriscos, avait été défait en 148 av. J.-C. par le général Q. Cæcilius Metellus. Cette province était sénatoriale gouvernée par un ancien préteur.
Son territoire recouvrait :
- La Bottiée (Bottǐaea, -ae) ;
- La Haute-Macédoine composée de l'Élimée (Elimēa ou Elimĩa, -ae) ou Élimiotide (Elimiōtis, -ǐdis), l'Éordée (Eordaea, -ae).

Au IIIe siècle, la province fut divisée entre une province de Macedonia Prima, Macédoine première, au sud et Macedonia secunda, Macédoine seconde, au nord. Elle subit également les invasions des Goths.
En 318, les deux provinces de Macédoine furent incluses dans le même « diocèse de Macédoine ». Ce diocèse était beaucoup plus petit que la province de Macédoine originelle, puisque les diocèses d’Épire nouvelle, d’Épire ancienne et de Thessalie furent également formés à partir de la province de Macédoine. Le diocèse de Macédoine dépendait de la préfecture du prétoire d’Illyrie.
Après la division de l’Empire romain en 395, la Macédoine fit partie de l’Empire byzantin (empire romain d'Orient). 
On parle alors de Macédoine byzantine.

## Liste (partielle) des gouverneurs de Macédoine
- Marcus Livius Drusus (-111/-110)
- Appius Claudius Pulcher (-78/-76)
- Caius Octavius (-60)
- Caius Cocceius Balbus (-35)
- Marcus Lollius Paulinus (-18/-17)
- Lucius Vipstanus Messalla (113-114)